# Z-füzetek
A Z-füzetek az Ezredvég folyóirathoz kötődő szépirodalmi kiadványsorozat. A sorozat felelős szerkesztői Simor András és Tabák András. Az alapításban részt vett Tandori Dezső és Baranyi Ferenc is. A sorozatban számos közismert alkotó (pl. Tandori Dezső, Kristó Nagy István, Baranyi Ferenc, Csanády János stb.) versei, kisregényei, esszéi és novellái mellett kortárs fiatal írók (pl. Novák Valentin, Bozók Ferenc, Lárai Eszter) munkái is helyet kapnak.
A sorozatban néha külföldi (elsősorban latin-amerikai) szerzők művei is megjelennek.

## Kiadványok listája

### 1-től — 25-ig
- Thury Zsuzsa – Az öreg hölgy történetei (1. kötet)
- Simor András – Fohász Prométheuszhoz (Versek) (2. kötet)
- Tabák András – Anselmus barát látogatója (3. kötet)
- Csanády János – Budavár vívása (35 versben) (4. kötet)
- Baranyi Ferenc – Betyárbecsület (versek) (5. kötet)
- Tandori Dezső – Szent Lajos lánchídja (6. kötet)[1]
- Dobos Éva – Kísértések (7. kötet)[2]
- Mohai V. Lajos – Kiszolgáltatottak és szerepvesztők (8. kötet)
- Kassai Franciska – Örömmadár (mesék, dalok, versek) (9. kötet)
- Faragó Vilmos – Semmi sincs úgy (Közérzetjelentések az elmúlt három évből) (10. kötet)[3]
- Simor András – Beszélgetések K.-val (Versek) (11. kötet)
- Fekete Sándor - A költő kardjai (Petőfi a forradalomban) (12. kötet)
- Tabák András – Fölöttünk Európa (7 abszurd) (13. kötet)[4]
- Faragó Vilmos – Például én (14. kötet)[5]
- Nagy Endre – Fülep Lajos művészetfilozófiája (15. kötet)[6]
- Baranyi Ferenc – A fal és a fej balladája (16. kötet)
- Simor András – Meglátogatott Roque (találkozásaim egy költővel) (17. kötet)[7]
- Györe Imre – Hogy van ez? (Versek) (18. kötet)
- Mohai V. Lajos – Szorgalmi feladatok (19. kötet)[8]
- Dionísziosz Szolomósz(wd) – A zákinthoszi asszony (Szabó Kálmán fordítása, kísérő tanulmányával) (20. kötet)
- Csanády János – Cserepeim a múltnak kútjából (21. kötet)
- Simor András – Siess, Noé atyánk (22. kötet)
- Tabák András – A Sándor bácsi faliórája (elbeszélések) (23. kötet)[9]
- Örsi Ferenc – Jus ultimae noctis, avagy egy este a siklósi várban (24. kötet)[10]
- Bächer Iván – Kék Duna Keringő (tárcák) (25. kötet)

### 26-tól — 50-ig
- Fekete Sándor - Gyerekkorom csendőrországban (26. kötet)
- Tandori Dezső - Sancho Panza deszkakerítése (27. kötet)
- Kristó Nagy István - A nyilasok (28. kötet)
- Imre Katalin - A Szép Szó és József Attila (irodalmi tanulmányok) (29. kötet)
- Millok Éva - Jupiter tudja (30. kötet)
- Pető Gábor Pál - Tudományok és áltudományok (31. kötet)
- Eszes Máté - Az én kis falum (elbeszélések) (32. kötet)
- Rozsnyai Ervin - Ha kővé szikkadtak a medrek (versek és prózák) (33. kötet)
- Tarján Tamás- Nagy Lajos szobra (esszék) (34. kötet)
- Ágai Ágnes - Drága Zsül! (levelek versben) (35. kötet)
- Tabán Gyula - Mert a Szegény-Isten csókja vagyon rajtam (36. kötet)
- Simor András - A költő és a bankkisasszonyok (37. kötet)
- Tabák András - Az én katedrálisom (38. kötet)
- Azonosság és másság - Tanulmányok Latin-Amerikáról (39. kötet)
- Molnár Géza - Sarkamban a halál (Egy katonaszökevény emlékei, 1944-1945) (40. kötet)
- Rozsnyai Ervin - Kizökkent idő (41. kötet)
- Csák Gyula - Hallgatag doktor (42. kötet)
- Fekete Sándor - "...agyon akart verni a magyar nép" (Adalékok Petőfi választási megbuktatásához) (43. kötet)
- Dobos Éva - José Rizal (44. kötet)
- Bede Anna - Hadihajón Kínában (egy magyar tengerész naplójából 1910-1914) (45. kötet)
- Simor András - A lélek is hajléktalan (Versek) (46. kötet)
- Tabák András - Megrögzött álmodó (Versek) (47. kötet)
- Rozsnyai Ervin - Hegyet zúzván (48. kötet)
- Baranyi Ferenc - Vizafogó (49. kötet)
- Marx - ma. Tudományos ülésszak (50. kötet)

### 51-től — 76-ig
- Tabák András – Vén ló - hószakadásban (hét elbeszélés...) (51. kötet)
- Simor András – Ladányi Mihály (Pályakép az előtörténet költőjéről) (52. kötet)
- Ágai Ágnes – Az elterelt idő (53. kötet)
- Budai Sántha János – Kelet-európai változások (múlt, jelen, jövő) (54. kötet)
- Czigány Ildikó – Zene a tengeren (55. kötet)
- Labancz Gyula – Megcsendülő fehér (versek) (56. kötet)
- Millei Ilona – Apró tüzek (versek) (57. kötet)
- Kálnay Adél – Tél (kisregény) (58. kötet)
- Labancz Gyula – Megcsendülő fehér, avagy Krúdy még egyszer átpörgeti a kalendáriumot (59. kötet)
- Timóth Ferenc – A szittyáktól az Európa-házig (60. kötet)
- Csák Gyula – Lázadás a Vénusz ellen (kisregény) (61. kötet)
- Iszlai Zoltán – Olvastam és lőttem (Badar sajtó 1991-1993) (62. kötet)
- Fuchs Katalin - Napi penzum (63. kötet)
- Szauer Ágoston - Elfelejtett költők (64. kötet)
- Simor András - Hagyaték (65. kötet)
- Bíró Eugénia - Egy nagymama meséi (vallomások egy korszakról) (66. kötet)
- Labancz Gyula – Fagysebforradás (versek) (67. kötet)
- Tabák András – Felhívás hősiességre (versek) (68. kötet)
- Baranyi Ferenc – Kifosztva (69. kötet)
- Simor András - Magyar Cyrano (70. kötet)
- Víctor Valera Mora(wd) – Első számú álom (71. kötet)
- Soós Zoltán – Bökversnapló (1985-1995) (72. kötet)
- Pass Lajos – A szárazföld vitathatatlan (válogatott versek) (73. kötet)
- Kenedi Ervin Miklós – Szállj, gondolat... (Aforizmák) (74. kötet)
- Ilka Nobs-Süpek – Utolsó könnyeim (versek 1994-1996) (75. kötet)

### 76-tól — 100-ig
- Simor András – Irodalmi töprengéseim (76. kötet)
- Simor András - Féleleműző (77. kötet)
- Kenedi Ervin Miklós – Virrasztásaim hangja (Aforizmák) (Aforizmák) (78. kötet)
- M. Szántó Judit – Emlékszel, Karesz? (79. kötet)
- Csongor Rózsa - Ikrek éjszakája (80. kötet)
- Várnay Dea - Idők és szerelmek (81. kötet)
- Tabák Miklós Péter - Az ólomkatonából lett betű (Versek) (82. kötet)
- Czigány Ildikó - Négyezer napja a nyárnak (83. kötet)
- Esnagy József - A szobrász eltévelyedése (84. kötet)
- Fuchs Katalin - Jegyezd meg nekem a felhőket (85. kötet)
- M. Szántó Judit – Dobóné éjszakája (86. kötet)
- Simor András - Kérdések Sancho Panzához (Versek) (87. kötet)
- M. Szántó Judit - Ne menj el (két kisregény) (88. kötet)
- Hegedűs Sándor – Történelmi miniatúrák (89. kötet)
- Haypál Tibor – Sej, szellők (90. kötet)
- Baranyi Ferenc – Dante a Lónyai utcában (91. kötet)
- Lárai Eszter - Idő-gettó (versek) (92. kötet)
- Simor András – Ez vagyok én (93. kötet)
- N. Horváth Péter – Jel volt (versek) (94. kötet)
- Esnagy József – Proletárzsoltár (95. kötet)
- Czigány György – Huszonnégy vers négy tükörben (96. kötet)
- Vecsey Kiss Mária – Kicsi madár (97. kötet)
- Vecsey Kiss Mária – Eltáncolt nyár (98. kötet)
- Dániel Mária festőművész grafikái (99. kötet)
- Györe Imre – Viharváró (100. kötet)

### 101-től — 125-ig
- Csala Károly - Évtizedek egy aprópénz-országban (101. kötet)
- Bistey András - A lidérccsirke (102. kötet)
- Simor András - Ezredvégi szatírák (103. kötet)
- M. Szántó Judit - Az életre kelt emlék (104. kötet)
- Czigány Ildikó - Induló madár (105. kötet)
- Gyimesi László Lajos - Falfirkák a közfürdőből (106. kötet)
- Kohán Zsuzsa - Naplómorzsák (107. kötet)
- Roberto Rodriguez Menendez - Kígyós karkötő (108. kötet)
- Jannisz Mociosz(wd) - Ithaka (109. kötet)
- Simor András - Kígyóvilág (110. kötet)
- Tabák András - Az ezüst vitézségi (7 novella egy gyerekkorról) (111. kötet)
- Simor András - Narcissus poeticus (16 poemas y un ensayo) (112. kötet)
- Esnagy József - A gyűlölet kora (113. kötet)
- Drégely István - Hét X (114. kötet)
- Simor András - Palackposta a 21. századnak (115. kötet)
- Baranyi Ferenc - Litere-túra a világ körül (116. kötet)
- M. Szántó Judit - A szerencse lánya (117. kötet)
- Hegedűs Sándor - Történelmi miniatúrák II. (118. kötet)
- Györe Imre - Nándor diadalma (krónikás ének) (119. kötet)
- Novák Valentin - Csípes M@tyi (120. kötet)
- Nemes László – Kinek a bűne? (121. kötet)
- Bozók Ferenc - Szélkutya (Esszék és versek) (122. kötet)
- Hegedűs Sándor - Történelmi miniatúrák III. (123. kötet)
- Donkó László - Négy kerítés drótja között (70 évig titkosított versek) (124. kötet)
- M. Szántó Judit - Két rózsatő (novellák) (125. kötet)

### 126-tól — 150-ig
- Simor András – Európa-akol (versek) (126. kötet)
- Cseh Károly – Atlantisz felé (mai orosz költők antológiája) (127. kötet)
- M. Szántó Judit – Mayer Marcsa boldogsága (128. kötet)
- Simon Lajos - Se parancs, se ostor (hátrahagyott versek) (129. kötet)
- Czigány Ildikó - Útközben (A világ pilóta[nő] szemmel) (130. kötet)
- Simor András - Baljós nyár (versek) (131. kötet)
- Nemes László - És a Duna csak folyt… (elbeszélések) (132. kötet)
- Ladányi Mihály - Música para guitarra = Zene gitáron (133. kötet)
- Hegedűs Sándor - Történelmi miniatúrák IV. (134. kötet)
- Nemes László – Cezúra (novellák) (135. kötet)
- Rozsnyai Ervin - A lusta szamár királysága (verses mesék) (136. kötet)
- Botos Ferenc - Tükörajtó (Haikuk) (137. kötet)
- Kántás Balázs - Az elhallgatás poétikája (Paul Celan-versek elemzései) (138. kötet)
- Kántás Balázs - Merítés (Kritikák a kortárs magyar líra tárgyköréből) (139. kötet)
- Ácsai Ágnes - Na ne mondd! (140. kötet)
- Vivát, Baranyi! (75) – (141. kötet)
- Miguel Hernández – Hiánydalok és hiányrománcok (142. kötet)
- Miguel Hernández – Viharzó nép (versciklus) (143. kötet)
- Simor András - Egy másik haza (versek, 2010-2011) (144. kötet)
- M. Szántó Judit - Bellának hívták (145. kötet)
- Gábor Andor - „Fürödni fognak” (146. kötet)
- Nemes László - Abszurd világ (novellák) (147. kötet)
- Roque Dalton(wd) – A holtak átlátnak rajtunk (válogatott versek) (148. kötet)
- Hegedűs Sándor - Történelmi miniatúrák V. (149. kötet)
- Gábor Andor - Halottak arcai (cikkek) (150. kötet)

### 151-től —
- Tabák András – Hitler 33 (Antifasiszta irodalmi antológia) (151. kötet)
- Kis Antónia – Kórház az egész világ (Novellák) (152. kötet)
- Simor András – Tüntessetek, virágok (Versek) (153. kötet)
- Kántás Balázs – (Contra)theoria (Irodalomelméleti tanulmányok és kritikák) (154. kötet)
- Tabák András – Utolsó versek (Versek 2010–2014) – (155. kötet)
- Simor András – Jézus átka (100 vers) (156. kötet)
- Kis Antónia – Vesztesek és nyertesek (157. kötet)
- Ady Endre – Poemas (Versek) (158. kötet)
- Simor András – Versek a Leendőért (Versek — 2014 – 2015) (159. kötet)
- Rozsnyai Ervin – Válogatott versek (160. kötet)
- Kis Antónia – Variációk egy-egy témára (161. kötet)
- Simor András – Hajléktalan Miatyánk (Versek) (162. kötet)
- Simor András – Komorgó dalok (Versek) (163. kötet)

### Számozás nélkül
- Javier Pérez Bazo(wd) – Belső beszéd – Desde adentro (válogatott versek – poemas escogidos)

### Z-könyvek
- Afrikai névtelen költészet
- Humberto Akʼabal(wd) – Denevér tánca
- A lillafüredi írói értekezlet – 1942. november (jegyzőkönyv)
- Alföldy Jenő – Koppintások (irodalmi paródiák és utánzatok)
- Bistey András – Negyvennégy olasz vers (műfordítások)
- Bozók Ferenc – Azúrtemető (Versek és esszék)
- Ernesto Cardenal(wd) – Vigyázó, meddig még az éjszaka? (válogatott versek)
- Györe Imre – Holdversek - 1990–2009
- Fayad Jamís(wd) – A 12-es és a 23-as utca kereszteződésénél (versek)
- Kassai Franciska – A vágy színei (Meseregény)
- José Martí – Aranykor (Történetek gyerekek számára)
- Mátó Gyula – Lélegzetnyi világ (versek)
- Prohászka Lajos Máté – Szegények boldogsága (versek)
- Simor András – Keresem magamat (versek 2015-2016)
- Szabó László Tibor – A hatalom (kisregény és novellák)
- Tabák András – Három magyar pikareszk (kisregények)
- Tabák Lajos – Ezredvégi fotók
- Tamási József – Joplin sír (versek)
- Telegdi Bernát – Berzsenyi Dániel (tanulmány)
- Zászlós Levente – Valóság a mitológiában (tanulmányok, kritikák)
- Radovan Zogović(wd) – Veljko Ostojić krónikái (három elbeszélés)